# (153591) 2001 SN263
(153591) 2001 SN263 és un petit asteroide proper a la Terra descobert pel projecte LINEAL el 2001. El 2008, els científics van fer servir el radar planetari a l'Observatori d'Arecibo van descobrir que l'objecte és orbitat per dos satèl·lits, quan el triple asteroide va fer un acostament proper a la Terra de 0.066 ua (prop de 10 milions de quilòmetres). El cos més gran es diu Alfa i és esferoide en forma, amb els eixos principals de 2,8 ± 0,1 quilòmetres, 2,7 ± 0,1 quilòmetres, i 2,5 ± 0,2 quilòmetres i una densitat de gairebé 1,3 ± 0,6 g cm−3, i els satèl·lits, anomenat Beta i Gamma, són diverses vegades més petits en grandària. Beta és de 1,1 km de diàmetre i Gamma 0.4 km.
L'únic altre asteroide triple inequívocament identificat en la població propera a la Terra és (136617) CC 1994, el qual va ser descobert per un sistema triple al 2009.

## Característiques orbitals dels satèl·lits
Les propietats orbitals dels satèl·lits s'enumeren en aquesta taula. Els plans orbitals de tots dos satèl·lits estan inclinats un respecte a l'altre; la inclinació relativa és d'aproximadament 14 graus. Una inclinació tan gran és suggestiva d'esdeveniments evolutius passats (per exemple, trobada propera amb un planeta terrestre, encreuament de moviment de ressonància mitjana) que poden haver excitat les seves òrbites d'una configuració coplanar a un estat inclinat.
| Nom              | Massa [kg] | Semieix major [km] | Període orbitari [dies] | Excentricitat |
| ---------------- | ---------- | ------------------ | ----------------------- | ------------- |
| Gamma (Interior) | ~10×1010   | 3.8                | 0.686                   | 0.016         |
| Beta (exterior)  | ~24×1010   | 16.6               | 6.225                   | 0.015         |